# Baptisten in Papua-Neuguinea
Die Anfänge der Baptisten in Papua-Neuguinea gehen auf das Wirken australischer und neuseeländischer Missionare zurück. 2020 gehörten zur Baptist Union of Papua New Guinea (BUoPN), dem größten Baptistenbund des Inselstaates, 489 Gemeinden mit insgesamt rund 84.000 Mitgliedern. Weitere Zusammenschlüsse in Papua-Neuguinea sind die baptistischen Netzwerke Bible Baptist Fellowship (BBF) und Association of Baptists for World Evangelism (ABWE). Außerdem existieren noch mindestens drei andere lose organisierte Gemeinschaften freier Baptistengemeinden.

## Geschichte
Albert Kronert und Harry Orr waren die ersten Geistlichen, die 1949 im Auftrag des australischen Baptistenbundes Papua-Neuguinea erreichten, und in der Provinz Western Highland mit ihrer Missionsarbeit begannen. Ihre erste Missionsstation errichteten sie im Tal des Baiyer River (seit 1968 das Natur- und Vogelschutzgebiet Baiyer River Sanctuary). Sie lebten dort in einfachsten Verhältnissen, wanderten von Siedlung zu Siedlung und machten durch narrative Predigten die einheimische Bevölkerung mit den biblischen Geschichten bekannt. Dabei boten sie auch einfache medizinische Dienstleistungen an. Weitere Missionare, unter den sich auch Krankenschwestern befanden, folgten in den 1950er Jahren. 

### Baptist Union of Papua New Guinea
Im Jahr 1951 eröffneten Kronert und Orr eine zweite Missionsstation im Sau Valley (Provinz Enga), das gut 30 Kilometer nordwestlich der ersten Niederlassung liegt. Eine dritte Station folgte kurze Zeit später; sie wurde in Telefomin (heute: Provinz Sandaun, damals Provinz West Sepik) errichtet. Ein weiteres Zentrum der baptistischen Missionsarbeit entstand 1952 in Lumusa, das ebenfalls im Tal des Baiyer River liegt und von der ersten Missionsstation durch eine tiefe Schlucht getrennt ist. Im Jahr 1956 gelang es, in Port Moresby, der Hauptstadt Papua-Neuguineas, das Tinsley Hospital zu errichten. Das Krankenhaus wurde zum Ausgangspunkt zahlreicher Dorfkliniken. Im Juni desselben Jahres erfolgte auch die erste Gläubigentaufe, bei der sich 46 Einheimische vor mehr als 8000 Zuschauern taufen ließen. Bei einer Taufe, die zwei Wochen später in Lumusa stattfand, waren es 41 Täuflinge und rund 7000 Gottesdienstteilnehmer. Im Juli 1956 konstituierte sich in Baiyer die erste Baptistengemeinde. 

Johannes 3,16 auf Kyaka

1962 gründete die australische Baptistenmission eine weitere Missionsniederlassung im Oksapmin-Tal. Es entstanden in der Folgezeit Missionsschulen und dezentrale Ausbildungsstätten für Pastoren. 1963 öffnete in Baiyer eine Bibelschule ihre Pforten und 1969 in Kwinkia das Bible Baptist College. Im selben Jahr begannen australische Missionare mit Hilfe von Einheimischen das Neue Testament in Kyaka, die Sprache der Provinz Enga, zu übersetzen. 1973 konnte die Übersetzungsarbeit zum Abschluss gebracht und das Kyaka-Neue Testament gedruckt werden.
Im Jahr 1977 konstituierte sich mit 15.000 Mitgliedern die Baptist Union of Papua New Guinea. Sie ist Mitglied des Baptistischen Weltbundes und seiner regionalen Untergliederung Asia Pacific Baptist Federation. Der Sitz der Baptistenunion befindet sich in Mount Hagen.

### Unabhängige Baptisten
Nicht nur australische Baptisten evangelisierten in Papua-Neuguinea. Anfang der 1960er begannen verschiedene vom Weltbund der Baptisten unabhängige Missionsgesellschaften eigene Standorte im Inselstaat errichten. Die Bible Baptist Fellowship gründete 1961 ihre erste Missionsstation, die Association of Baptists for World Evangelism folgte 1967. Weitere unabhängige baptistische Organisationen, die in Papua-Neuguinea arbeiten, sind die Baptist International Missions. Inc. (BIMI),  die Baptist World Missions (BWM), die auch das Faith Baptist Bible Institute betreiben, und die Maranatha Baptist Mission.

## Statistik
Die erste Gemeinde der späteren Baptist Union of Papua New Guinea zählte 1956 87 Mitglieder. 1977 waren es 15.000 gläubig getaufte Mitglieder, die sich zum nationalen Gemeindebund zusammenschlossen. Im Jahr 1995 gehörten zur Baptist Union 325 lokale Gemeinden mit über 35.000 Mitgliedern. Vier Jahre später waren es 360 Gemeinden mit 35.000 Mitgliedern. Die Statistik des Baptistischen Weltbundes nennt für 2020 489 Gemeinden mit rund 84.000 Gemeindemitgliedern.
Was die unabhängigen Baptistengemeinden angeht, liegen nur Zahlen für 1995 vor. Danach hatte die Association of Baptists for World Evangelism 2750 Mitglieder in etwa 200 Gemeinden, die  Bible Baptist Fellowship 500 Mitglieder und die  Baptist International Missions. Inc. circa 2250 Mitglieder in ungefähr 60 örtlichen Gemeinden. Die Statistiken der anderen unabhängigen Baptisten-Netzwerke sind nicht bekannt.